# Sarma
Sarma je pokrm balkánské kuchyně skládající se z listů révy vinné či kysasného zelí plněných mletým masem. Název pochází z tureckého slova sarmak, které znamená „zabalit“. Recept se rozšířil po všech zemích, které náležely k Osmanské říši: Bulharsko, Rumunsko, bývalá Jugoslávie, Řecko, Arménie a Levanta. Sarma je oblíbená jako sváteční pokrm na Velikonoce, Vánoce nebo svátek přerušení půstu.  
Existuje řada krajových variant sarmy. Nádivka se připravuje z jemně mletého či sekaného hovězího nebo skopového masa (méně často se používá vepřové nebo kachní), do kterého se přidá syrové vejce, cibule, česnek a koření (paprika, čubrica, kopr vonný), někdy se také nastavuje vařenou rýží nebo pohankou. Ze směsi se vytvarují válečky, které se zavinou do vinného listu, může se použít také list zelí, obvykle nakládaného, mangoldu, šťovíku, jitrocele nebo třešně. Jednotlivé sarmy se opečou na oleji nebo na sádle a pak se dusí s rajčatovým protlakem půl hodiny až hodinu. Podávají se obvykle s bílým chlebem, omáčka se někdy zahušťuje jíškou, smetanou nebo jogurtem.
V Turecku se pro sarmu používá i název dolma, který má však širší význam a označuje veškerou zeleninu plněnou masem. Existuje také sladká varianta sarmy, plněná směsí rýže, rozinek a různých ořechů.
Obdobou sarmy v kuchyni střední a východní Evropy jsou zelné závitky ve tvaru spícího holuba zvané v Polsku gołąbki a na Ukrajině голубці.